# Zoodes eburioides
Zoodes eburioides är en skalbaggsart som beskrevs av Lacordaire 1869. Zoodes eburioides ingår i släktet Zoodes och familjen långhorningar.
Artens utbredningsområde är Sri Lanka. Inga underarter finns listade i Catalogue of Life.